# Danza del Balsero
La Danza del Balsero es una de las expresiones culturales emblemáticas del municipio de Rurrenabaque, en el departamento de Beni, en Bolivia. Representa la vida cotidiana de los trabajadores fluviales y pescadores de la región amazónica boliviana, mediante una coreografía que incorpora elementos de las faenas en los ríos. Fue creada en 1998, y en 2015 fue declarada Patrimonio Cultural de Rurrenabaque.

## Significado
La danza del Balsero simboliza el arduo trabajo de los hombres y mujeres de Rurrenabaque que dependían del transporte fluvial para su sustento y comunicación entre pueblos. Inspirada en el movimiento de las balsas sobre los ríos, esta expresión artística exalta las faenas diarias y el espíritu festivo de la gente  de esta región. La coreografía integra una balsa como elemento central, que es paseada al ritmo alegre de la música, reflejando la conexión íntima de los habitantes con los ríos que atraviesan la región.

## Historia

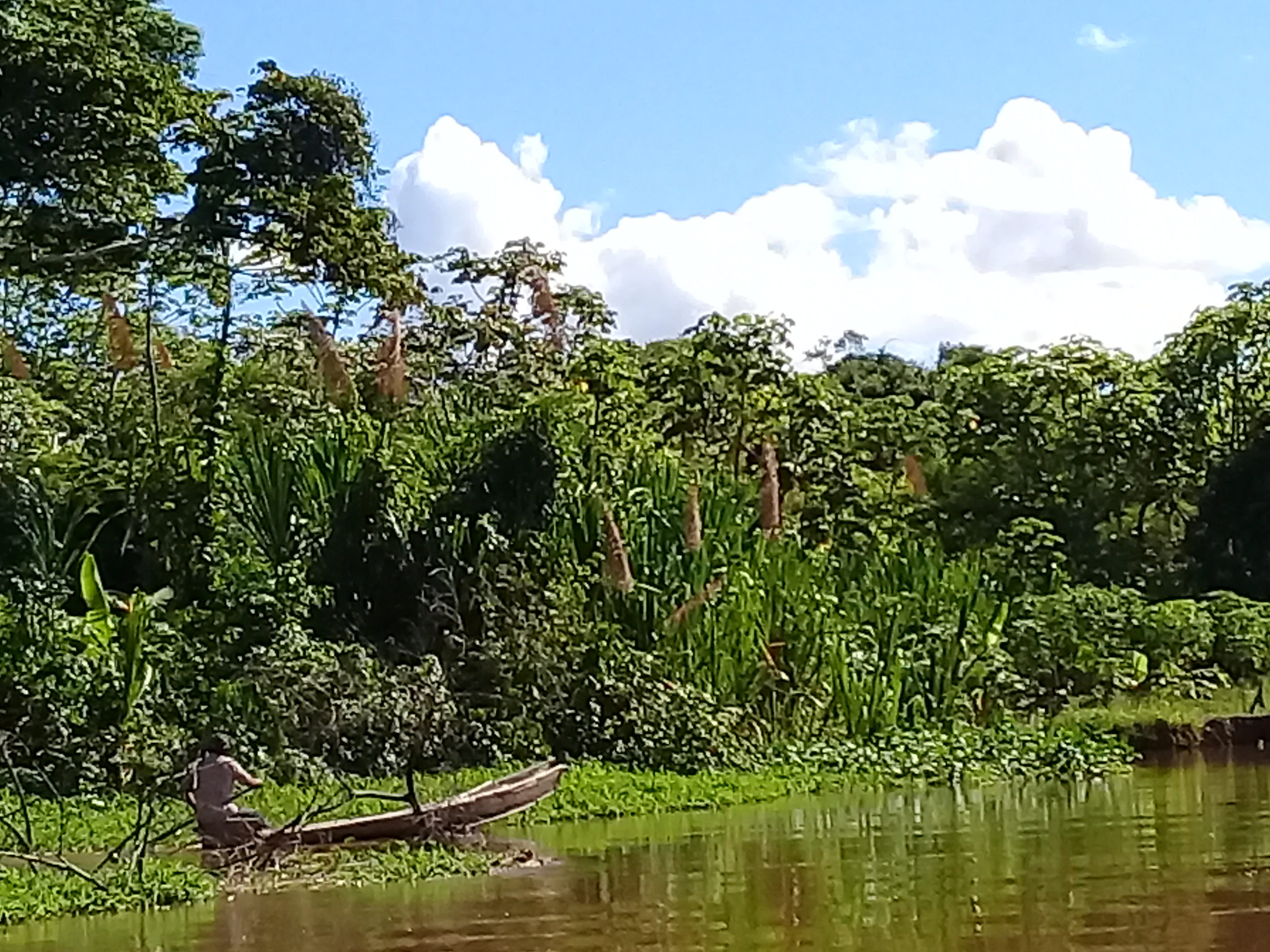
Balseros en a amazonía boliviana, inspiración de la danza.

El origen de la Danza del Balsero se remonta al año 1998, durante una farándula organizada por el colegio "Obispo Juan Claudel" en Rurrenabaque, donde el profesor Mario Legrand diseñó una coreografía inspirada en las escenas cotidianas de las travesías fluviales de los ríos de esa región, recreando una pareja sobre una balsa levantada al vaivén por jóvenes estudiantes.
El primer registro histórico sobre los balseros en la región se encuentra en una carta del explorador Agustín Palacios de 1844, donde describe la navegabilidad del río Beni con balsas ligeras. Este relato fue recopilado por el historiador Guillermo Nogales. En homenaje a esta tradición, el escultor Yoshiro Otha Batte inauguró en 2023 una estatua en la rotonda de Rurrenabaque, consolidando el legado cultural de los balseros.

## Vestimenta
La vestimenta de la Danza del Balsero refleja la sencillez y funcionalidad adaptada al entorno amazónico:
- Varones: camisa y pantalón de tela ligera, usualmente blancos, sombrero de saó, una pañoleta al cuello y otra a la cintura.
- Mujeres: tipoy (vestido largo sin mangas típico del oriente boliviano), cabello recogido en trenzas adornadas con encajes o cintas de colores, flores regionales en la cabeza, y accesorios como zarcillos y collares elaborados con semillas locales.[4]

## Declaratoria como Patrimonio Cultural
El 27 de mayo de 2015, la Danza del Balsero fue reconocida como Patrimonio Cultural de Rurrenabaque mediante la Ley Municipal Autónoma. Esta declaratoria destaca su importancia como símbolo de identidad local y expresión del modo de vida de los habitantes de la Amazonía beniana. Desde entonces, la danza se presenta como un atractivo turístico y una forma de preservar las tradiciones culturales de la región.